# 미국 프로 야구 선수 협회
미국 프로 야구 선수 협회(美國프로野球選手協會, 영어: National Association of Professional Base Ball Players, NAPBBP)는 1871년부터 1875년까지 미국에서 운영된 프로 야구 리그이다.
세계 최초의 프로스포츠 리그로 역사에 기록되어 있다